# 캐럴 마시
캐럴 마시(영어: Carol Marsh, 1926년 5월 10일 ~ 2010년 3월 6일)은 잉글랜드 출신의 배우이다. 해머사 영화 《괴인 드라큐라》(1958)에서 루시 웨스턴라(루시 홈우드) 역으로 출연했다. 배질 디어든과 결혼했다.